# Termen (drept)
Termenul (în domeniul juridic) este perioada în care trebuie să se facă sau să se întâmple ceva, ori dimpotrivă, în care nu e voie să se îndeplinească sau să se producă ceva. Din perspectivă juridică timpul se exprimă în termene, iar înăuntrul duratei de timp sau la o anumită dată trebuie să se săvârșească fapte determinate, având semnificație juridică, sau dimpotrivă, este interzisă săvârșirea acestor fapte.

## Timpul din perspectivă juridică
Raporturile juridice, ca și normele care le reglementează, sunt create, modificate sau stinse sub imperiul timpului; se supun și ele (la fel ca totalitatea relațiilor sociale din care fac parte) timpului, care le guvernează. Acea fațetă a timpului care se aplică raporturilor juridice reprezintă timpul juridic. Acesta se exprimă în durate mărginite de date care poartă denumirea de termene, iar normele le atribuie semnificații juridice.
Termenul, ca noțiune juridică, reprezintă o instituție cu caracter interdisciplinar. El se regăsește atât în ramura dreptului public, cât și în cea a dreptului privat. Astfel, termenele sunt prevăzute de normele Codului civil, Codului comercial, Codului familiei, Codului de procedură civilă, dar și de reglementările Codului penal si ale Codului de procedură penală. Termene sunt prevăzute de nenumărate acte normative ale dreptului intern, dar și în nenumărate tratate si convenții internaționale.
Termenele cu semnificație juridică nu au aceeași natură și aceeași finalitate. Ele sunt extrem de diverse și, uneori, ele sunt fie excesiv de scurte, fie excesiv de lungi. Pentru a oferi un exemplu al acestei diversități, amintim termenul de apel de 15 zile stabilit de art. 284 C. proc. civ. și termenul de prescripție extinctivă de 30 de ani prevăzut de art. 1890 C. civ.
În dreptul privat român pot fi reținute mai multe categorii de termene, independent de caracterul lor legal, judiciar sau convențional. Aceste categorii, având în vedere criteriul instituției în care se încadrează, sunt: termenul - modalitate a actului juridic, termenele de prescripție extinctivă, termenele de prescripție achizitivă, termenele procedurale (de decădere, de perimare), termenele de decădere substanțială, termenele de garanție etc.
Deși demonstrează o mare diversitate, atât în privința duratei lor, cât și referitor la natura lor juridică (legale, judiciare, convenționale), termenele reunesc și numeroase trăsături comune, între care ar putea fi înscrise si următoarele:
- termenele reprezintă cadrul temporal al actelor și faptelor juridice, vizând conduita în timp a subiectelor de drept;
- privesc drepturi, obligații, facultăți și interese recunoscute și garantate juridic;
- asigură ordinea, stabilitatea, certitudinea, claritatea și eficacitatea raporturilor juridice;
- constituie mijloace de corelare a intereselor personale cu cele generale;
- reprezintă dimensiunea esențială a dinamismului vieții juridice; asigură existența subiectelor de drept, stimulând sau sancționând conduita acestora.

Utilitatea termenelor de drept civil poate fi evidențiată sub două aspecte:
a) Ele ritmează timpul raporturilor juridice; “stimulează zelul părților”, solicitându-le să-și exercite drepturile, prerogativele, facultățile. Cu alte cuvinte, termenele combat inerția sau pasivitatea părților și le pun la adăpost de sancțiunile prevăzute de lege.
De exemplu, termenele de prescripție extinctivă determină pe creditor să-și exercite dreptul, iar dacă se lovește de refuzul debitorului, să-l acționeze în judecată, știind că dacă nu o face în termenul stabilit de lege, va pierde posibilitatea de a antrena justiția în realizarea creanței sale. Iar în cazul termenelor de decădere, pasivitatea titularului dreptului conduce la pierderea dreptului subiectiv însuși.
b) Uneori termenele de drept civil oferă părților o amânare, lăsându-le timpul necesar pentru a reflecta și a decide, constituind astfel, în sens larg, un mijloc de protecție a dreptului la apărare.
În dreptul civil român, termenele de prescripție extinctivă sunt reglementate actualmente de Decretul nr. 167/1958. Reglementarea termenelor de prescripție extinctivă prin acest act normativ a urmărit simplificarea si scurtarea termenelor de prescripție prevăzute anterior de Codul civil și care s-au dovedit a fi necorespunzătoare circuitului civil din perioada contemporană.
Termenele de prescripție din Codul civil au fost stabilite cu mai mult de un secol înainte, în considerarea unui ritm de viață economică mult mai lent decât cel existent astăzi, în scopul păstrării de către proprietari și creditori, cât mai mult timp, a creanțelor și a dreptului de a le valorifica prin constrângere.
Timpul a fost perceput diferit din punct de vedere juridic în diferite perioade istorice, fapt ce s-a reflectat și în reglementarea termenelor de prescripție.
Prescripția și termenele de prescripție au constituit o instituție juridică bine determinată, din timpurile cele mai îndepărtate. Acestea au existat cu certitudine la romani, care au utilizat pentru prima dată noțiunea de prescripție.4
Prescripția liberatorie (prescriptio longi temporis) a fost introdusă în dreptul roman de către împăratul Teodosie cel Tânăr (Teodosie II), care a stabilit prin Constituția din anul 424 un termen de prescripție de 30 de ani în privința imobilelor și a acțiunilor reale, personale si mixte.5 
Împăratul Anastase a introdus termenul de prescripție de 40 de ani în privința tuturor drepturilor și acțiunilor care nu erau supuse prescripției de 30 de ani, stabilită anterior de împăratul Iustinian. Acest termen de 40 de ani se aplică și acțiunilor ipotecare, bunurilor patrimoniale ale împăratului, și ale stabilimentelor de binefacere.
Observăm că, în antichitate, termenele de prescripție extinctivă se caracterizau, în general, printr-o durată lungă, avantajați fiind proprietarii și creditorii în posibilitatea de a-și valorifica drepturile pe calea acțiunii în instanță.
În Țările Române, principalele codificări, Codul Calimah (Moldova) Și Codul Caragea (Țara Românească) au prevăzut termene de prescripție.
Codul Calimah, care s-a aplicat în Moldova începând cu data de 1 octombrie 1817, reglementa în același titlu prescripția achizitivă si prescripția liberatorie (extinctivă). Acest cod nu stabilea un termen general de prescripție extinctivă, ci doar termene pentru fiecare categorie de acțiune (jalbă) în parte. Amintim cu titlu exemplificativ, câteva dintre termenele de prescripție extinctivă stabilite prin acest act normativ.
Astfel, dreptul de a ataca un act de ultimă voință, de a cere moștenirea testamentară sau legală se prescria în termen de 40 de ani, iar “tânguirea asupra testamentului neoficios se pornește numai până în 5 ani” (art. 1951 C. Calimah).
Acțiunea în rezoluțiunea contractului de vânzare-cumpărare pentru vicii ascunse (acțiunea redhibitorie) era prescriptibilă în termen de 6 luni, iar acțiunea estimatorie (quanti minoris) derivând din același contract se prescria în termen de un an (art. 1956 C. Calimah).
Dreptul la acțiunea în despăgubire pentru încălcarea unei obligații contractuale se prescria în termenul de 3 ani, socotit de la data la care paguba a fost adusă la cunoștința părții lezate. Dacă paguba nu a fost cunoscută sau era urmarea unei crime, dreptul la acțiune se prescria în termen de 30 de ani  (art. 1960 C. Calimah).
Codul Caragea (1818) conține si el mai multe dispoziții asupra prescripției. Termenele de prescripție extinctivă prevăzute de această legiuire, în art. 7, partea a VI-a, capitolul I, se caracterizează printr-o mare varietate în privința duratei lor. Astfel, dreptul la acțiune “pentru călcare de pământ și de hotare între vecini”  era imprescriptibil (“nu are soroc”).
Un termen de prescripție de 30 de ani era stabilit pentru acțiunile derivând din contractul de împrumut, de depozit și de sechestru, precum și din succesiuni.
Termene mai scurte erau cel de un an pentru acțiunea în revocarea donației pentru ingratitudine și pentru acțiunea derivând din contractul de mandat, precum și  cel de 6 luni pentru acțiunile derivând din contractul de locațiune.